# Europapokal der Landesmeister 1966/67
Der Europapokal der Landesmeister 1966/67 war die 12. Auflage des Wettbewerbs. 33 Klubmannschaften nahmen teil, darunter 32 Landesmeister der vorangehenden Saison und mit Real Madrid der Titelverteidiger. Erstmals nahm eine Mannschaft aus der Sowjetunion am Wettbewerb teil.
Die Teilnehmer spielten im reinen Pokalmodus mit (bis auf das Finale) Hin- und Rückspielen um die Krone des europäischen Vereinsfußballs. Bei Gleichstand gab es ein Entscheidungsspiel auf neutralem Platz. Wegen des neuen Teilnehmerrekords von 33 Mannschaften mussten vier Teams in einer neugeschaffenen Qualifikationsrunde starten. Außer Real Madrid starteten dann alle weiteren Teams in der ersten Hauptrunde.
Das Finale fand am 25. Mai 1967 im Estádio Nacional in Oeiras bei Lissabon vor 45.000 Zuschauern statt. Celtic Glasgow gewann mit 2:1 gegen Inter Mailand zum ersten Mal den Pokal und war damit der erste nicht-südeuropäische Klub, der diesen Titel gewann. Torschützenkönige wurden Paul Van Himst von RSC Anderlecht und Jürgen Piepenburg von FC Vorwärts Berlin mit jeweils sechs Treffern.

## Qualifikationsrunde
Die Hinspiele fanden 31. August/7. September die Rückspiele am 7./14. September 1966 statt.
|                  | Gesamt |                    | Hinspiel | Rückspiel |
| ---------------- | ------ | ------------------ | -------- | --------- |
| Waterford FC     | 01:12  | FC Vorwärts Berlin | 1:6      | 0:6       |
| Sliema Wanderers | 1:6    | ZSKA Sofia         | 1:2      | 0:4       |

## 1. Runde
Die Hinspiele fanden vom 7. September bis zum 5. Oktober, die Rückspiele vom 14. September bis zum 12. Oktober 1966 statt.
|                       | Gesamt |                    | Hinspiel | Rückspiel |
| --------------------- | ------ | ------------------ | -------- | --------- |
| FC Aris Bonneweg      | 4:9    | Linfield FC        | 3:3      | 1:6       |
| SK Admira Wien        | 0:1    | FK Vojvodina       | 0:1      | 0:0       |
| KR Reykjavík          | 4:8    | FC Nantes          | 2:3      | 2:5       |
| KS 17. Nëntori Tirana | 1      | Vålerenga IF       |          |           |
| Haka Valkeakoski      | 01:12  | RSC Anderlecht     | 01:10    | 0:2       |
| TSV 1860 München      | 10:10  | Omonia Nikosia     | 8:0      | 2:1       |
| Esbjerg fB            | 0:6    | FK Dukla Prag      | 0:2      | 0:4       |
| Ajax Amsterdam        | 4:1    | Beşiktaş Istanbul  | 2:0      | 2:1       |
| Celtic Glasgow        | 5:0    | FC Zürich          | 2:0      | 3:0       |
| ZSKA Sofia            | 3:2    | Olympiakos Piräus  | 3:1      | 0:1       |
| Górnik Zabrze         | 3:3    | FC Vorwärts Berlin | 2:1      | 1:2       |
| Inter Mailand         | 1:0    | Torpedo Moskau     | 1:0      | 0:0       |
| FC Liverpool          | 3:3    | Petrolul Ploiești  | 2:0      | 1:3       |
| Malmö FF              | 1:5    | Atlético Madrid    | 0:2      | 1:3       |
| Vasas Budapest        | 7:0    | Sporting Lissabon  | 5:0      | 2:0       |

### Entscheidungsspiele
Die Spiele fanden am 19./26. Oktober 1966 statt.
|               | Ergebnis |                    |
| ------------- | -------- | ------------------ |
| FC Liverpool  | 2:0      | Petrolul Ploiești  |
| Górnik Zabrze | 3:1      | FC Vorwärts Berlin |

## 2. Runde
Die Hinspiele fanden vom 25. Oktober bis zum 7. Dezember, die Rückspiele vom 8. November bis zum 14. Dezember 1966 statt.
|                  | Gesamt |                 | Hinspiel | Rückspiel |
| ---------------- | ------ | --------------- | -------- | --------- |
| Vålerenga IF     | 2:5    | Linfield FC     | 1:4      | 1:1       |
| Inter Mailand    | 4:1    | Vasas Budapest  | 2:1      | 2:0       |
| FK Vojvodina     | 3:3    | Atlético Madrid | 3:1      | 0:2       |
| TSV 1860 München | 2:3    | Real Madrid     | 1:0      | 1:3       |
| FK Dukla Prag    | 6:2    | RSC Anderlecht  | 4:1      | 2:1       |
| ZSKA Sofia       | 4:3    | Górnik Zabrze   | 4:0      | 0:3       |
| FC Nantes        | 2:6    | Celtic Glasgow  | 1:3      | 1:3       |
| Ajax Amsterdam   | 7:3    | FC Liverpool    | 5:1      | 2:2       |

### Entscheidungsspiel
Das Spiel fand am 21. Dezember 1966 statt.
|                 | Ergebnis  |              |
| --------------- | --------- | ------------ |
| Atlético Madrid | 2:3 n. V. | FK Vojvodina |

## Viertelfinale
Die Hinspiele fanden am 15. Februar/1. März, die Rückspiele vom 1. bis zum 15. März 1967 statt.
|                | Gesamt |                | Hinspiel | Rückspiel |
| -------------- | ------ | -------------- | -------- | --------- |
| Inter Mailand  | 3:0    | Real Madrid    | 1:0      | 2:0       |
| Ajax Amsterdam | 2:3    | FK Dukla Prag  | 1:1      | 1:2       |
| FK Vojvodina   | 1:2    | Celtic Glasgow | 1:0      | 0:2       |
| Linfield FC    | 2:3    | ZSKA Sofia     | 2:2      | 0:1       |

## Halbfinale
Die Hinspiele fanden 12./19. April, die Rückspiele am 25./26. April 1967 statt.
|                | Gesamt |               | Hinspiel | Rückspiel |
| -------------- | ------ | ------------- | -------- | --------- |
| Celtic Glasgow | 3:1    | FK Dukla Prag | 3:1      | 0:0       |
| Inter Mailand  | 2:2    | ZSKA Sofia    | 1:1      | 1:1       |

### Entscheidungsspiel
Das Spiel fand am 3. Mai 1967 statt.
|               | Ergebnis |            |
| ------------- | -------- | ---------- |
| Inter Mailand | 1:0      | ZSKA Sofia |

## Finale
| Celtic Glasgow                                     | Celtic Glasgow | Inter Mailand | Inter Mailand | Aufstellung                                    |
| -------------------------------------------------- | --- | --- | ------------- | ---------------------------------------------- |
| Celtic Glasgow                                     | \| Finale \| \| 25. Mai 1967 in Oeiras (Estádio Nacional) \| \| Ergebnis: 2:1 (0:1) \| \| Zuschauer: 45.000 \| \| Schiedsrichter: Kurt Tschenscher ( BR Deutschland) \|                      | \| Finale \| \| 25. Mai 1967 in Oeiras (Estádio Nacional) \| \| Ergebnis: 2:1 (0:1) \| \| Zuschauer: 45.000 \| \| Schiedsrichter: Kurt Tschenscher ( BR Deutschland) \|                                                                     | Inter Mailand | Aufstellung Celtic Glasgow gegen Inter Mailand |
| Celtic Glasgow                                     | Ronnie Simpson – Jim Craig, Tommy Gemmell – Bobby Murdoch, Billy McNeill , John Clark – Jimmy Johnstone, William Wallace, Stevie Chalmers, Bertie Auld, Bobby Lennox Cheftrainer: Jock Stein | Giuliano Sarti – Tarcisio Burgnich, Giacinto Facchetti – Gianfranco Bedin, Aristide Guarneri, Armando Picchi – Angelo Domenghini, Sandro Mazzola, Renato Cappellini, Mauro Bicicli, Mario Corso Cheftrainer: Helenio Herrera ( Argentinien) | Inter Mailand | Aufstellung Celtic Glasgow gegen Inter Mailand |
| Celtic Glasgow                                     | 1:1 Tommy Gemmell (63.) 2:1 Stevie Chalmers (84.) | 0:1 Sandro Mazzola (6., Foulelfmeter) | Inter Mailand | Aufstellung Celtic Glasgow gegen Inter Mailand |
| Finale                                             | | |               |                                                |
| 25. Mai 1967 in Oeiras (Estádio Nacional)          | | |               |                                                |
| Ergebnis: 2:1 (0:1)                                | | |               |                                                |
| Zuschauer: 45.000                                  | | |               |                                                |
| Schiedsrichter: Kurt Tschenscher ( BR Deutschland) | | |               |                                                |

## Beste Torschützen
| Rang | Spieler           | Klub             | Tore |
| ---- | ----------------- | ---------------- | ---- |
| 1    | Jürgen Piepenburg | Vorwärts Berlin  | 6    |
|      | Paul Van Himst    | RSC Anderlecht   | 6    |
| 3    | Stevie Chalmers   | Celtic Glasgow   | 5    |
|      | Ernest Pol        | Górnik Zabrze    | 5    |
|      | Arthur Thomas     | Linfield FC      | 5    |
| 6    | Luis Aragonés     | Atlético Madrid  | 4    |
|      | Johan Devrindt    | RSC Anderlecht   | 4    |
|      | Nikola Tsanev     | ZSKA Sofia       | 4    |
|      | Dimitar Jakimov   | ZSKA Sofia       | 4    |
|      | Tommy Gemmell     | Celtic Glasgow   | 4    |
|      | Ivan Mráz         | FK Dukla Prag    | 4    |
|      | Phil Scott        | Linfield FC      | 4    |
|      | Lajos Puskás      | Vasas Budapest   | 4    |
|      | Timo Konietzka    | TSV 1860 München | 4    |

## Eingesetzte Spieler Celtic Glasgow
| 1. | Celtic Glasgow |
|    | - Tor: Ronnie Simpson (9/-) - Abwehr: Tommy Gemmell (9/4); Billy McNeill (9/1); Jim Craig (5/-); Willie O’Neill (4/-) - Mittelfeld: John Clark (9/-); Bobby Murdoch (9/-); Bertie Auld (8/-) - Angriff: Stevie Chalmers (9/5); Jimmy Johnstone (9/2); Bobby Lennox (7/2); John Hughes (5/-); William Wallace (3/2); Joe McBride (2/2); Charlie Gallagher (2/-) - Trainer: Jock Stein |